# Discografie van Drake
Dit is de discografie van Drake, een Canadees hip-hopartiest. Deze lijst bevat alle officiële album- en singlereleases, inclusief zijn debuutalbum, Thank Me Later, dat op de eerste plaats in de Amerikaanse Billboard 200 en de Canadian Albums Chart debuteerde.

## Albums

### Studioalbums
| Jaar | Details | Hoogste positie | Hoogste positie | Hoogste positie | Hoogste positie | Hoogste positie | Hoogste positie | Hoogste positie | Hoogste positie | Certificaties                      |
| Jaar | Details | CAN             | AUS             | NZ              | UK              | UK R&B          | US              | US R&B          | US Rap          | Certificaties                      |
| ---- | --- | --------------- | --------------- | --------------- | --------------- | --------------- | --------------- | --------------- | --------------- | ---------------------------------- |
| 2010 | Thank Me Later - Uitgebracht: 15 juni 2010 - Label: Young Money, Cash Money, Universal Motown                         | 1               | 81              | 35              | 15              | 1               | 1               | 1               | 1               | - CAN: platina - US: platina       |
| 2011 | Take Care - Uitgebracht: 15 november 2011 - Label: Young Money, Cash Money, Universal Republic                        | 1               | 15              | 19              | 5               | 2               | 1               | 1               | 1               | - CAN: 2× platina - US: 2× platina |
| 2013 | Nothing Was the Same - Uitgebracht: 24 september 2013 - Label: OVO Sound, Young Money, Cash Money, Universal Republic | 1               | 2               | 4               | 2               | ?               | 1               | 1               | 1               | - CAN: platina - US: platina       |
| 2016 | Views - Uitgebracht: 2016 - Label: OVO Sound, Young Money, Cash Money, Universal Republic                             |                 |                 |                 |                 |                 |                 |                 |                 | - CAN: - - US:                     |
| 2018 | Scorpion - Uitgebracht: 2018 - Label: Young Money, Cash Money, Republic                                               |                 |                 |                 |                 |                 |                 |                 |                 | - CAN: - - US: -                   |

### Extended plays
| Jaar | Details                                                                                         | Hoogste positie | Hoogste positie | Hoogste positie | Hoogste positie | Certificaties |
| Jaar | Details                                                                                         | CAN             | US              | US R&B          | US Rap          | Certificaties |
| ---- | ----------------------------------------------------------------------------------------------- | --------------- | --------------- | --------------- | --------------- | ------------- |
| 2009 | So Far Gone - Uitgebracht: 15 september 2009 - Label: Young Money, Cash Money, Universal Motown | 15              | 6               | 3               | 2               | - US: Goud    |
| 2018 | Scary Hours - Uitgebracht: 19 januari 2018 - Label: Young Money, Cash Money, Republic           |                 |                 |                 |                 |               |

### Compilatie-albums
| Jaar | Details | Hoogste positie | Hoogste positie | Hoogste positie |
| Jaar | Details | US              | US R&B          | US Rap          |
| ---- | --- | --------------- | --------------- | --------------- |
| 2009 | We Are Young Money - Met Young Money - Uitgebracht: 21 december 2009 - Label: Young Money, Cash Money, Universal Republic          | 9               | 3               | 1               |
| 2014 | Young Money: Rise of an Empire - Met Young Money - Uitgebracht: 11 maart 2014 - Label: Young Money, Cash Money, Universal Republic | 7               | 4               | 2               |

### Mixtapes
- 2006: Room for Improvement
- 2007: Comeback Season
- 2009: So Far Gone
- 2015: If You're Reading This It's Too Late
- 2015: What a Time to Be Alive (met Future)
- 2017: More Life

## Singles

### Als hoofdartiest
| Titel                                            | Jaar | Hoogste positie | Hoogste positie | Hoogste positie | Hoogste positie | Hoogste positie | Hoogste positie | Hoogste positie | Hoogste positie | Hoogste positie | Hoogste positie | Certificaties                                                                   | Album                |
| Titel                                            | Jaar | CAN             | AUS             | FRA             | IRL             | NZ              | SWI             | UK              | US              | US R&B          | US Rap          | Certificaties                                                                   | Album                |
| ------------------------------------------------ | ---- | --------------- | --------------- | --------------- | --------------- | --------------- | --------------- | --------------- | --------------- | --------------- | --------------- | ------------------------------------------------------------------------------- | -------------------- |
| "Replacement Girl"                               | 2007 | —               | —               | —               | —               | —               | —               | —               | —               | —               | —               |                                                                                 | Comeback Season      |
| "Best I Ever Had"                                | 2009 | 24              | —               | —               | —               | —               | —               | 123             | 2               | 1               | 1               | - RIAA: 2× Platina                                                              | So Far Gone          |
| "Successful" (met Trey Songz and Lil Wayne)      | 2009 | —               | —               | —               | —               | —               | —               | —               | 17              | 3               | 2               | - RIAA: Goud                                                                    | So Far Gone          |
| "Forever" (met Kanye West, Lil Wayne and Eminem) | 2009 | 26              | 99              | —               | 41              | —               | 68              | 42              | 8               | 2               | 1               | - RIAA: 3× Platina - BPI: Zilver                                                | More Than a Game     |
| "I'm Goin' In" (met Lil Wayne and Young Jeezy)   | 2009 | —               | —               | —               | —               | —               | —               | —               | 40              | 28              | 11              | - RIAA: Platina                                                                 | So Far Gone          |
| "Over"                                           | 2010 | 17              | —               | —               | —               | —               | —               | 50              | 14              | 2               | 1               | - RIAA: 3× Platina                                                              | Thank Me Later       |
| "Find Your Love"                                 | 2010 | 10              | —               | —               | —               | —               | —               | 24              | 5               | 3               | —               | - RIAA: Platina                                                                 | Thank Me Later       |
| "Miss Me" (met Lil Wayne)                        | 2010 | 73              | —               | —               | —               | —               | —               | 162             | 15              | 3               | 2               | - RIAA: Goud                                                                    | Thank Me Later       |
| "Fancy" (met T.I. and Swizz Beatz)               | 2010 | 54              | —               | —               | —               | —               | —               | —               | 25              | 4               | 1               |                                                                                 | Thank Me Later       |
| "Marvins Room"                                   | 2011 | —               | —               | —               | —               | —               | —               | 102             | 21              | 7               | —               | - RIAA: Goud                                                                    | Take Care            |
| "Headlines"                                      | 2011 | 18              | —               | 75              | —               | —               | —               | 57              | 13              | 2               | 1               | - MC: Platina - RIAA: 3× Platina                                                | Take Care            |
| "Make Me Proud" (met Nicki Minaj)                | 2011 | 25              | 95              | —               | —               | —               | —               | 49              | 9               | 1               | 1               | - RIAA: Platina                                                                 | Take Care            |
| "The Motto" (met Lil Wayne)                      | 2011 | 38              | —               | —               | —               | —               | —               | 80              | 14              | 1               | 1               | - RIAA: 3× Platina                                                              | Take Care            |
| "Take Care]" (met Rihanna)                       | 2012 | 15              | 9               | 26              | 18              | 7               | 50              | 9               | 7               | 26              | 2               | - MC: 2× Platina - ARIA: 2× Platina - RIAA: 3× Platina - RMNZ: Platina          | Take Care            |
| "HYFR (Hell Ya Fucking Right)" (met Lil Wayne)   | 2012 | —               | —               | —               | —               | —               | —               | —               | 62              | 20              | 17              | - RIAA: Goud                                                                    | Take Care            |
| "Crew Love" (met The Weeknd)                     | 2012 | 80              | —               | —               | —               | —               | —               | 37              | 80              | 9               | 14              |                                                                                 | Take Care            |
| "Lord Knows" (met Rick Ross)                     | 2012 | —               | —               | —               | —               | —               | —               | —               | 117             | —               | —               |                                                                                 | Take Care            |
| "Started from the Bottom"                        | 2013 | 36              | 93              | 56              | —               | —               | —               | 25              | 6               | 2               | 2               | - MC: Platina - RIAA: 2× Platina                                                | Nothing Was the Same |
| "Hold On, We're Going Home" (met Majid Jordan)   | 2013 | 4               | 8               | 12              | 7               | 9               | 40              | 4               | 4               | 1               | —               | - MC: Platina - ARIA: 2× Platina - BPI: Platina - RIAA: 3× Platina - RMNZ: Goud | Nothing Was the Same |
| "All Me" (met Big Sean en 2 Chainz)              | 2013 | 72              | —               | 141             | —               | —               | —               | 112             | 20              | 6               | 4               | - RIAA: Platina                                                                 | Nothing Was the Same |
| "Pound Cake" (met JAY Z)                         | 2013 | 88              | —               | —               | —               | —               | —               | 111             | 65              | 24              | 17              |                                                                                 | Nothing Was the Same |
| "The Language (song)"                            | 2013 | —               | —               | —               | —               | —               | —               | 143             | 51              | 13              | 9               | - RIAA: Goud                                                                    | Nothing Was the Same |
| "Too Much" (met Sampha)                          | 2013 | 90              | —               | —               | —               | —               | —               | 86              | 64              | 23              | 16              |                                                                                 | Nothing Was the Same |
| "Worst Behavior"                                 | 2014 | —               | —               | —               | —               | —               | —               | —               | 89              | 26              | 12              |                                                                                 | Nothing Was the Same |
| "0 to 100 / The Catch Up"                        | 2014 | 61              | —               | —               | —               | —               | —               | 68              | 35              | 8               | 7               |                                                                                 | Views From The 6     |